# Бикмуллин, Альберт Лутфуллович
Альберт Лутфуллович Бикмуллин (род. 1939) — государственный деятель и учёный, доктор экономических наук, доктор философских наук.
Автор 115 опубликованных работ и 28 учебно-методических работ.

## Биография
Родился 31 июля 1939 года в Казани.

### Образование
В 1957-1963 годах обучался в Казанском авиационном институте имени А.Н. Туполева, окончив его по специальности "Конструирование и технология производства радиоаппаратуры".
В 1971-1974 годах продолжил обучение в аспирантуре Московского института народного хозяйства им. Г.В. Плеханова и в 1974 году ему была присуждена ученая степень кандидата экономических наук.
В 1992-1994 годах обучался в докторантуре Московской финансовой академии при Правительстве РФ, получив в июле этого же года ученую степень доктора экономических наук.
В 2002 году был удостоен ученой степени доктора философии.

### Деятельность
Избирался депутатом Государственного Совета Республики Татарстан четвертого созыва (2009-2014 годы). Был членом фракции КПРФ в Государственном Совете, координатором фракции. Член комиссии Государственного Совета Республики Татарстан по соблюдению Правил этики депутата Государственного Совета Республики Татарстан, член комиссии Государственного Совета Республики Татарстан по контролю за реализацией государственных проектов и программ в сфере образования. Член комитета Государственного Совета Республики Татарстан по экономике, инвестициям и предпринимательству. Сложил депутатские полномочия 1 октября 2014 года.
Председатель Татарстанского республиканского регионального отделения общероссийского общественного движения „Всероссийское социалистическое народное движение «Отчизна»“.
В настоящее время — профессор кафедры предпринимательства Университета управления «ТИСБИ» и профессор кафедры «Прогнозирования и статистики» Международного университета профессиональных инноваций.  Академик Международной академии информатизации, Российской академии естественных наук, академии технологических наук Российской Федерации, Международной академии экологии и безопасности жизнедеятельности, Международной дипломатической академии.

## Награды
- Заслуженный экономист Российской Федерации и Заслуженный экономист Республики Татарстан.
- Награжден орденом «Почета», а также медалями, среди которых «Медаль Жукова», «В память 1000-летия Казани», «За доблестный труд», «Ветеран труда».
- Удостоен Благодарностей Президента Российской Федерации и Президента Республики Татарстан, а также Почетной грамоты Кабинета министров Республики Татарстан.